# 維恩近似
維恩近似（英文：Wien Approximation）（或稱維恩定律或維恩分佈定律），是物理學用來描述光譜熱輻射（通常稱為黑體輻射）的定律。此方法由物理學家威廉·維恩於1896年提出，適用於高頻區域的近似解。

## 定律
1896年，威廉·維恩以古典熱動力學的觀點，提出黑體發出的輻射中，黑體溫度與輻射波長的關係：
{\displaystyle I(\lambda ,T)={\frac {a}{\lambda ^{5}}}e^{-{\frac {b}{\lambda T}}}}
其中
- {\displaystyle I(\lambda ,T)} 是每單位立體角、每單位波長的輻射強度，單位為 W m-3 sr-1 。
- {\displaystyle \lambda } 是輻射波長，單位為 m 。
- {\displaystyle T} 是黑體的溫度，單位為 K 。
- {\displaystyle a,b} 是兩個常數，其數值分別大約為 1.19 × 10-16 和 1.44 × 10-2 。

若以現代物理學常用的常數，則有
{\displaystyle I(\lambda ,T)={\frac {2hc^{2}}{\lambda ^{5}}}e^{-{\frac {hc}{\lambda kT}}}}
其中
- {\displaystyle I(\lambda ,T)} 是每單位立體角、每單位波長的輻射強度，單位為 W m-3 sr-1 。
- {\displaystyle \lambda } 是輻射波長，單位為 m 。
- {\displaystyle T} 是黑體的溫度，單位為 K 。
- {\displaystyle h} 是普朗克常數。
- {\displaystyle c} 是真空中的光速。
- {\displaystyle k} 是波茲曼常數。

以上用到的普朗克常數和波茲曼常數兩項常數值，於1900年由物理學家馬克斯·普朗克提出。

此公式的另一個形式是以輻射的頻率表示：
{\displaystyle I(\nu ,T)={\frac {2h\nu ^{3}}{c^{2}}}e^{-{\frac {h\nu }{kT}}}}
其中
- {\displaystyle I(\nu ,T)} 是每單位立體角、每單位頻率的輻射強度，單位為 W m-2 sr-1 Hz-1 。
- {\displaystyle \nu } 是輻射頻率，單位為 Hz 。
- {\displaystyle T} 是黑體的溫度，單位為 K 。
- {\displaystyle h} 是普朗克常數。
- {\displaystyle c} 是真空中的光速。
- {\displaystyle k} 是波茲曼常數。

## 與普朗克黑體輻射定律的關係
威廉·維恩以古典熱動力學的觀點，提出維恩近似公式，但這只能預測高頻區域的短波輻射，長波的範圍卻失效。1900年，馬克斯·普朗克提出的普朗克黑體輻射定律，則在全部波長的範圍皆有效。普朗克黑體輻射定律形式如下：
{\displaystyle I(\nu ,T)={\frac {2h\nu ^{3}}{c^{2}}}{\frac {1}{e^{\frac {h\nu }{kT}}-1}}}
當 {\displaystyle h\nu \gg kT} ，則有
{\displaystyle {\frac {1}{e^{\frac {h\nu }{kT}}-1}}\approx e^{-{\frac {h\nu }{kT}}}}
普朗克黑體輻射定律就能退化為維恩近似公式。